# Kremasta (sø)
Kremasta-søen (græsk: Λίμνη Κρεμαστών) er den største kunstige sø i Grækenland . Konstruktionen af Kremasta-dæmningen blev afsluttet i 1965 og samlede vandet fra fire floder: Acheloos, Agrafiotis, Tavropos og Trikeriotis. Søen rummer omkring 3,8 kubikkilometer vand. Den forhindrer oversvømmelse af Acheloos og leverer elektricitet til det nationale elnet under spidsbelastningsperioder. Kraftværket ved dæmningen er det største vandkraftværk i Grækenland (nominel effekt: 437,2 MW). Det blev bygget i 1966 og ejes af det græske offentlige kraftselskab (DEH AE). På tidspunktet for opførelsen var det det største jordfyldte vandkraftprojekt i Europa.
Søen ligger på grænsen mellem Aetolia-Acarnania og Evrytania. Der er to broer over søen (ved Tatarna og Episkopi). Søens vand går ned langs de ovenfor nævnte floder og danner en masse fjorde og småøer. Kommunerne med kyster ved søen er Agrinio og Amfilochia i Aetolia-Acarnania og Agrafa og Karpenisi i Evrytania.